# Triumph Motorcycles

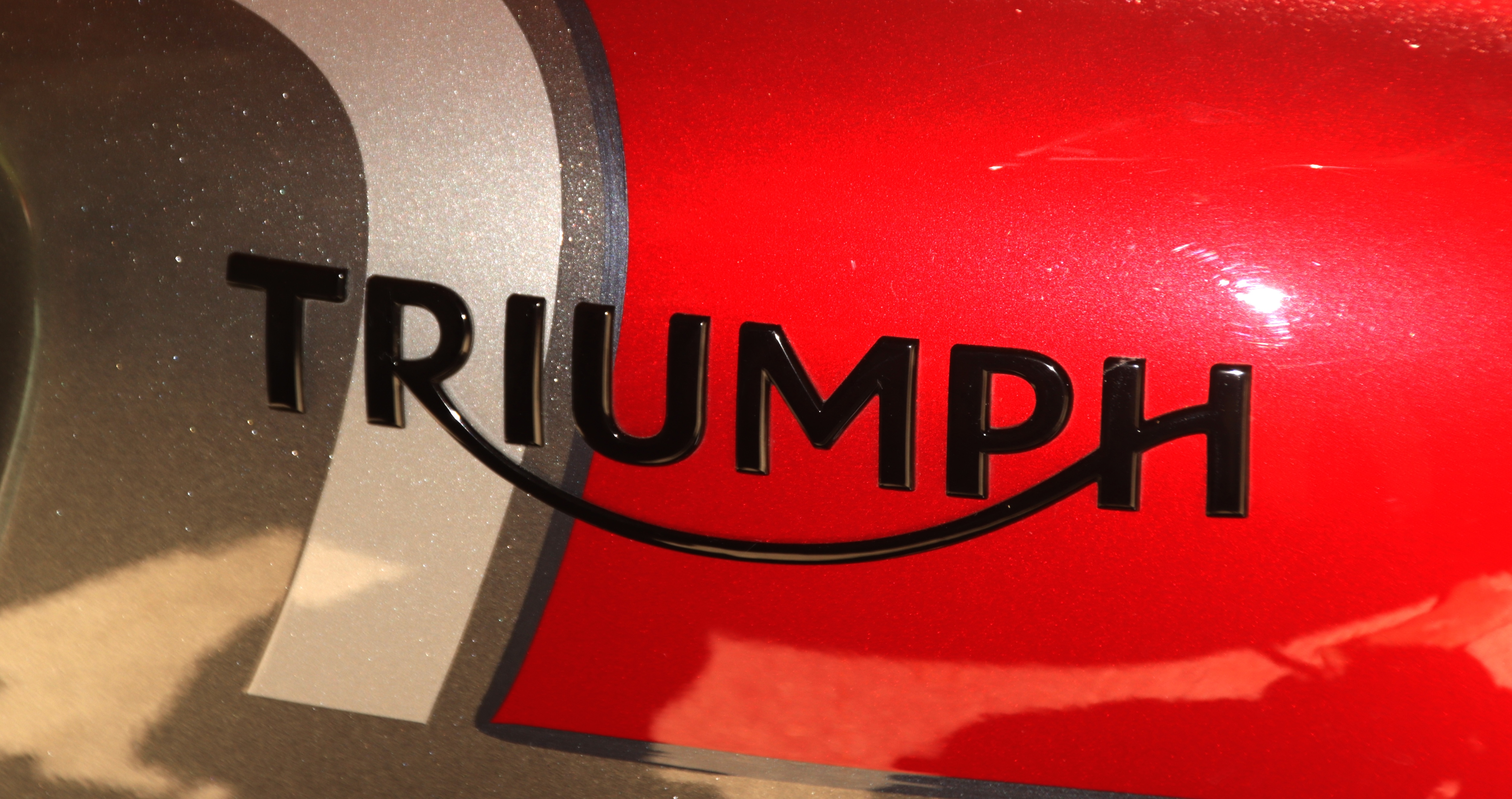
Triumph Logo auf dem Tank eines Motorrades

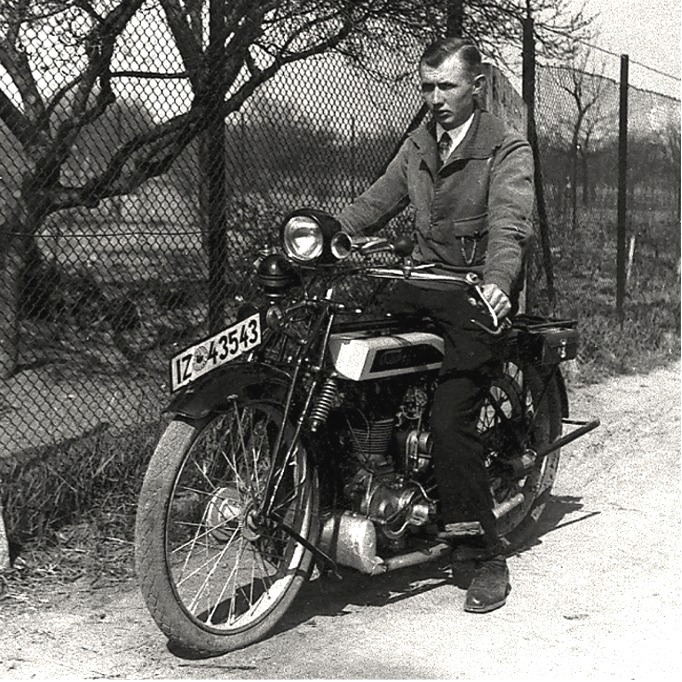
Triumph (GB), Baujahr um 1920

Triumph Motorcycles Ltd. ist der Name eines Kraftfahrzeugherstellers im Ort Hinckley in Großbritannien. Die Triumph Motorcycles Ltd. stellt hauptsächlich Motorräder her, mehrheitlich unter dem Markennamen Triumph. Ihre bekannteste Baureihe ist die Triumph Bonneville. Sie geht auf das Jahr 1955 zurück und gilt heute als einer der Klassiker der englischen Motorradgeschichte.

## Geschichte

### Namensfindung
Der aus Nürnberg stammende Einwanderer Siegfried Bettmann, geboren 1863, gründete 1884 in London die S. Bettmann & Co, ein Handelsunternehmen, das von der William Andrews Company of Birmingham bezogene Fahrräder und Nähmaschinen aus Deutschland unter dem Markennamen „Triumph“ vertrieb. 1886 benannte er die Firma in Triumph Cycle Company um. 1887 registrierte er die Firma schließlich unter dem Namen New Triumph Co. Ltd mit Hilfe der Dunlop Pneumatic Tyre Company. 1915 in New Triumph Co. Ltd und 1936 in Triumph Engineering Co. Ltd. umbenannt, folgte 1973 der Zusammenschluss mit dem BSA-Konzern und Norton-Villiers zu Norton-Villiers-Triumph (NVT). Von 1975 bis 1983 hieß die Firma Meriden Workers Co-Operative, ab 1984 Bonneville Coventry Ltd.

### Beginn der eigenen Produktion
1887 trat der Ingenieur Mauritz Johann Schulte dem Unternehmen als Partner bei. Schulte ermutigte Bettmann, das Unternehmen in einen Herstellerbetrieb umzuwandeln. Im Jahre 1888 kaufte Bettmann ein Gebäude in Coventry mit Geld, das er sich von seiner Familie und der Familie seiner Frau geliehen hatte. Das Unternehmen begann mit der Produktion der ersten Fahrräder unter dem eigenen Markennamen Triumph im Jahre 1889. 1896 eröffnete New Triumph Co. Ltd eine Tochtergesellschaft in Nürnberg, Deutschland, die Orial TWN (deutsch Triumph Werke Nürnberg), die zunächst Nähmaschinen unter dem Markennamen Triumph herstellte.

### Expansion

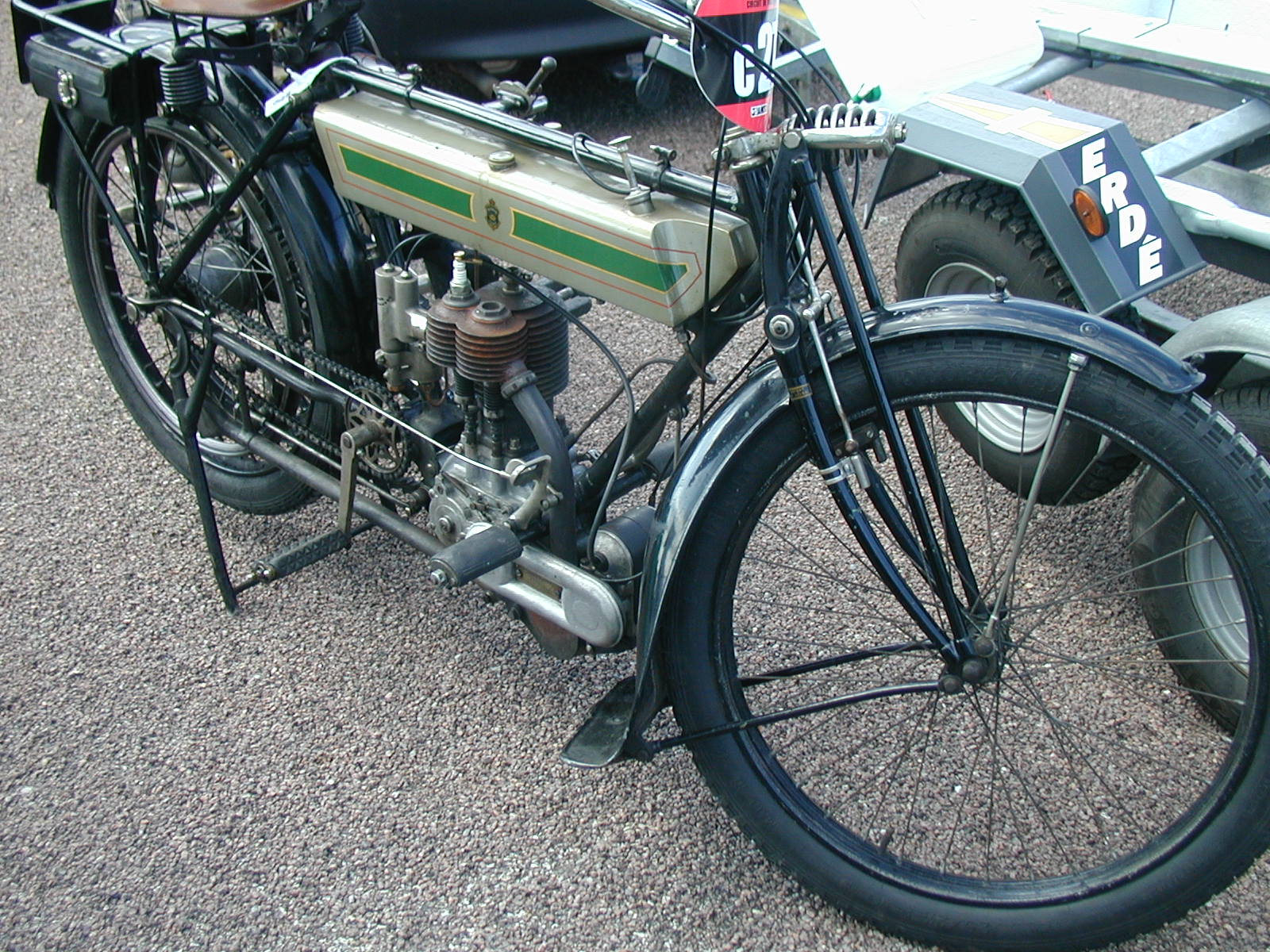
Triumph (GB), um 1910

1898 beschloss Bettmann, die Produktion in Coventry zu erweitern und dort Motorräder zu produzieren. 1902 konnte das erste Motorrad fertiggestellt werden. Es hatte einen belgischen Minerva-Motor, der 2,25 bhp (1,7 kW) leistete. Es wurde später als No. 1 bekannt. 1903, nach dem Verkauf von mehr als 500 Motorrädern, begann die Triumph Cycle Company mit der Produktion von Motorrädern in der Fabrik in Deutschland. In der Anfangsphase produzierte das Unternehmen diese Motorräder mit Motoren von Minerva (Belgien), Fafnir und JAP. 1909 wurde der Standort Deutschland um einen Schreibmaschinensektor erweitert. Über die Filiale in Deutschland konnten die Schreibmaschinenwerke Kührt & Riegelmann GmbH erworben werden.

### Triumph als Motorenhersteller
1904 begann die Triumph Cycle Company mit der Entwicklung eigener Motoren. Sie fertigte ab 1907 einen Einzylinder-Viertaktmotor mit 450 cm³ und 3,5 bhp (2,6 kW / 3,55 PS) in den eigenen Werkshallen. Bis Ende des Jahres 1907 konnte Triumph bereits mehr als 250 Motorräder mit dem eigenen Motor ausstatten. Im gleichen Jahr fand erstmals das Rennen der Tourist Trophy auf der Isle of Man statt, und gleich bei der ersten Auflage belegten Triumph-Fahrer die Plätze zwei und drei. 1908 gewann der Rennfahrer Jack Marshall die Tourist Trophy auf einer Triumph. Es war der erste und letzte Sieg für Triumph Motorräder bis 1951, in diesem Jahr konnte Ken Arber auf einer Triumph die Klasse Clubmans Senior gewinnen. 

### Abspaltung und Verkauf

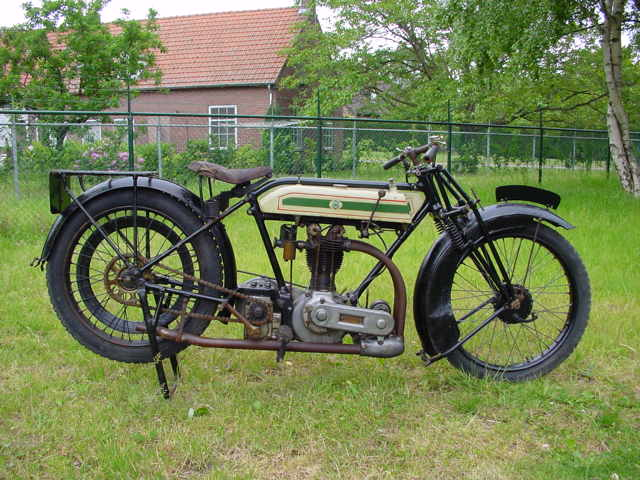
Triumph Ricardo, 1925

1913 wurde das Werk in Deutschland abgespalten. 1915 begann die New Triumph Co. Ltd damit, die alliierten Streitkräfte mit den Typ-H-„Trusty“-Motorrädern auszurüsten, von denen 57.000 produziert und 30.000 im aktiven Dienst eingesetzt wurden. Das Motorrad hatte einen selbst entwickelten 499 cm³-Einzylindermotor. 1922 wurde die Triumph Ricardo ins Verkaufsprogramm aufgenommen, die mit einem neu entwickelten 499-cm³-Einzylinder-Viertakt-Motor ausgerüstet war. Der Motor hatte bereits vier hängende Ventile. Das Modell selbst wurde 1921 bei der Tourist Trophy auf der Isle of Man eingesetzt. Es war nach dem Motorenkonstrukteur Sir Harry Ricardo benannt. Das Motorrad erreichte eine Geschwindigkeit von 70 mph.

### Erste Automobile

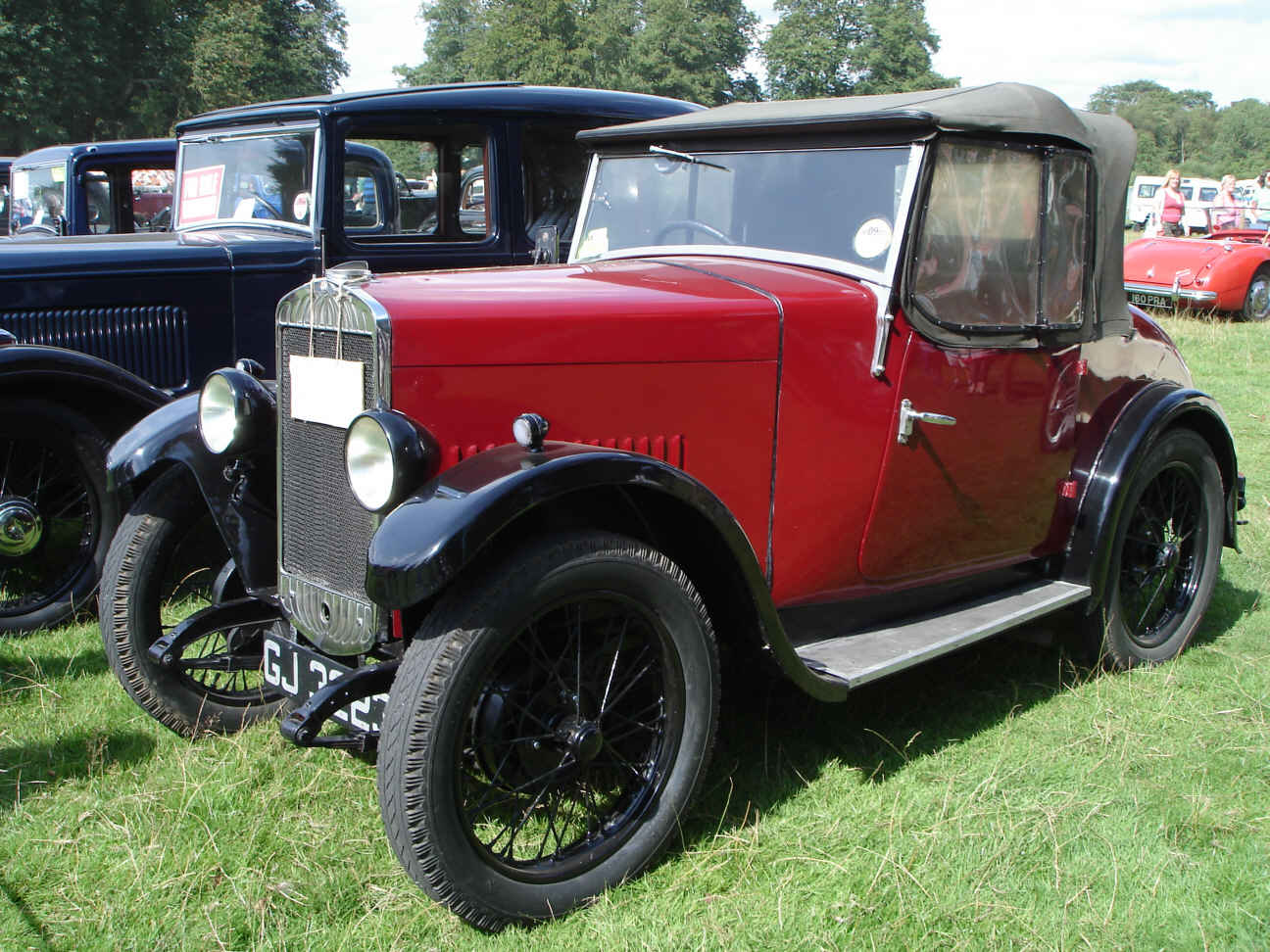
Triumph Super seven 1930

1923 begann die Produktion von Autos. Dafür kaufte Siegfried Bettmann die stillliegende Autofabrik Dawson in Coventry. 1927 umfasste die Fabrik in Coventry bereits 500.000 Quadratmeter und beschäftigte 3000 Angestellte, die rund 30.000 Motorräder pro Jahr produzierten. 1929 stellte das Unternehmen den Triumph Super 7 als Antwort auf den Austin 7 vor, er wurde bis 1934 gebaut.
1936 wurden die Bereiche Automobil und Motorrad in separate Geschäftsteile aufgespalten. Jack Sangster, der Sohn von Charles Sangster, der auch Inhaber von Ariel war, übernahm die New Triumph Co. Ltd und benannte das Unternehmen in Triumph Engineering Co Ltd. um. Edward Turner wurde Geschäftsführer und Chefingenieur. Die erste Entwicklung des neuen Chefingenieurs war die 1937 vorgestellte Triumph Speed Twin (T100), die mit einem neuen 498-cm³-Zweizylindermotor bestückt über 90 mph Höchstgeschwindigkeit erreichte. Sie begründete die Form für Triumph-Motorräder, die mehr als 40 Jahre beibehalten wurde.
Im Zweiten Weltkrieg wurde das Werk in Coventry in der Priory Street beim Coventry Blitz am 14. November 1940 von der deutschen Luftwaffe völlig zerstört. In Meriden (West Midlands) vor den Toren Coventrys wurde ein neues Werk aufgebaut, von dort verließen bis zum Kriegsende 49.700 Motorräder die Fertigungsstätte, die meisten für das Militär. Die Produktion ziviler Maschinen wurde 1946 wieder aufgenommen. Triumph konzentrierte sich auf drei Modelle: die Triumph Tiger (T100), die Triumph Speed Twin (5T) mit 498-cm³-Motor sowie die Triumph Touring (3T) mit 349-cm³-Motor. Alle drei hatten einen Zweizylindermotor mit hängenden Ventilen. Die Tiger hatte wegen eines höheren Verdichtungsverhältnises von 7,8 : 1 etwas mehr Leistung als die Speed Twin, war besser ausgestattet und deshalb etwas schwerer. Mit ihr gewann Ernie Lyons 1946 den Manx Grand Prix. Neu an allen drei Modellen war eine Teleskopgabel mit Öldämpfung. Im Werksprospekt war zu lesen: „Triumph, The Best Motorcycle in the World“.
1951 verkaufte Jack Sangster die Triumph Cycle Company an den britischen Motorradhersteller BSA und wurde dort Aufsichtsratsmitglied. Triumph blieb als eigenständige Marke erhalten. In der Folge glichen sich die Modelle von BSA und Triumph weitestgehend.

### Weltruhm

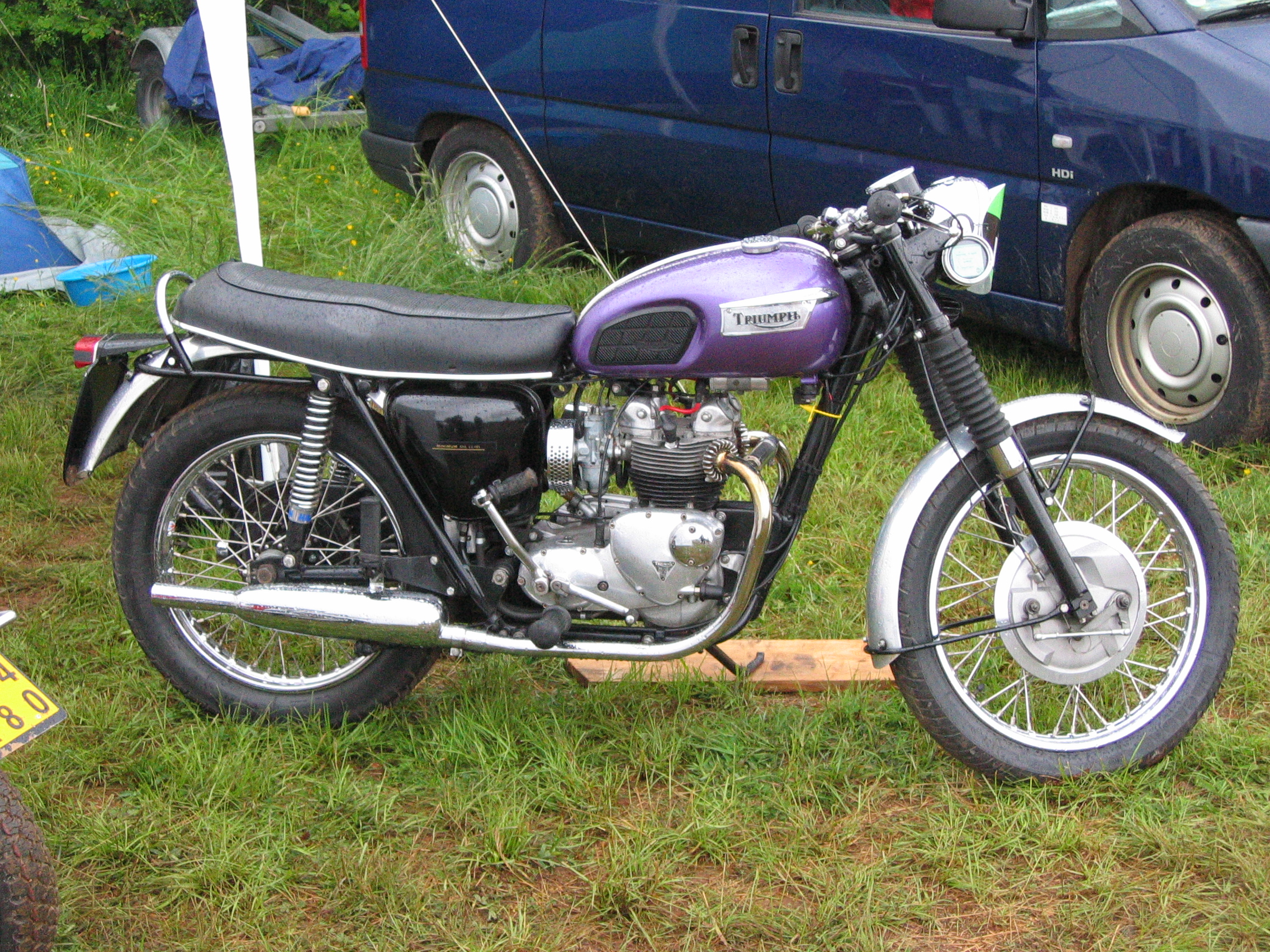
Triumph Bonneville, ab 1959

Bemühungen der Britischen Regierung, die Lend-Lease-Schulden zu begleichen, bedeuteten für Triumph, dass fast 70 % der Nachkriegsproduktion in die Vereinigten Staaten verschifft wurden. Damit erzielte Triumph einen hohen Marktanteil in den USA. Britische Hersteller hatten gegenüber anderen europäischen den Vorteil, dass sie das gleiche Maßsystem (Inch) wie die Amerikaner verwendeten, was die Austauschbarkeit von Normteilen und Verwendbarkeit von Werkzeug erleichterte. Triumph nahm nun an den Weltrekordversuchen teil, die seit 1949 regelmäßig auf dem ausgetrockneten Teil des Salzsees Lake Bonneville in Utah stattfinden. Bei Testfahrten stellte Johnny Allen 1955 auf einem Prototyp der Ur-Bonneville mit 214,5 mph (345,2 km/h) einen neuen Geschwindigkeitsweltrekord für Motorräder auf. Dieser Weltrekord führte zum Modellnamen der 1959 vorgestellten Triumph Bonneville und rechtfertigte die Werbe-Aussage, das schnellste Motorrad der Welt sei eine Triumph.
In den 1950er- und 1960er-Jahren begeisterten Triumph-Motorräder Zuschauer in vielen Hollywood-Filmen, unter anderem in Filmen mit Steve McQueen, Marlon Brando oder Clint Eastwood. Besonders durch das Rocker-Drama „The Wild One“ (1953), in dem Marlon Brando eine 650er Triumph Thunderbird 6T fährt, wird der filmische Ruhm der Motorräder begründet. In den frühen 1960ern war Triumph Engineering Co Ltd. der größte Motorradhersteller der Welt. 1962 verdrängte eine Triumph beim Daytona-200-Rennen in Daytona Beach erstmals eine Harley-Davidson vom ersten Platz. Die amerikanische AMA Grand National Championship gewannen Gary Nixon 1967 und 1968 und Gene Romero 1970 mit Triumph gegen die bis dahin vorherrschenden Harley-Davidson-Motorräder.

### Abwärtstrend

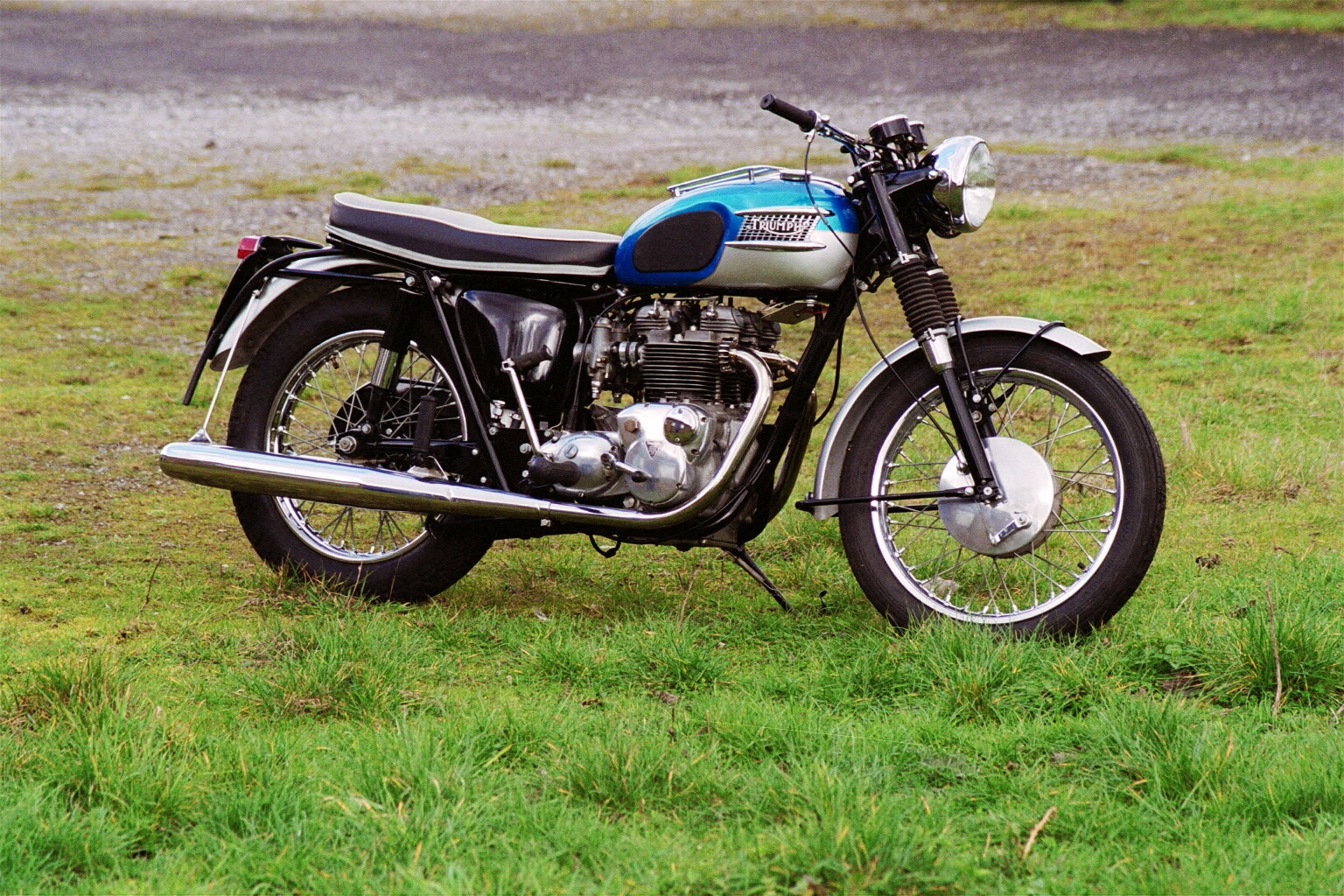
Prototype Triumph Trident P1, heute ausgestellt im London Motorcycle Museum

Mit dem Aufkommen der japanischen Superbikes, insbesondere der CB 750 Four 1968, geriet die Triumph Engineering Co Ltd. in Schwierigkeiten. Zaghafte Versuche der Ingenieure, sich der Gegebenheit anzupassen, wurden von der Konzernspitze als Landesverrat angesehen und sofort unterdrückt. So bestanden für die 1969 erschienene Dreizylindermaschine Triumph Trident mit 750 cm³ Hubraum bereits Anfang der 1960er-Jahre Pläne. Sie wurden aber auf Druck des damaligen Chefs Edward Turner zunächst zurückgehalten. Als die Maschine 1969 auf den Markt kam, konnte sie trotz moderner Technik und einer Leistung von 60 bhp (45 kW) nicht an den Erfolg der früheren Modelle anknüpfen. Die Japaner drängten auf den amerikanischen Markt und begannen, die Manager der britischen Vertriebsfirmen abzuwerben. Nicht bis zur Marktreife schaffte es 1969 der Prototyp einer 1000-cm³-Vierzylinder-OHV-Maschine namens „Quadrant“, die möglicherweise den Abwärtstrend aufzuhalten vermocht hätte. Der Trend lief eindeutig zu Superbikes mit großem Hubraum, wie sie die japanische Konkurrenz herstellte.

### Zusammenbruch
Um zu überleben, schloss sich der BSA-Konzern zunächst mit Norton-Villiers zu Norton-Villiers-Triumph (NVT) zusammen. Als NVT am 17. Juli 1973 beschloss, das Werk in Meriden zu schließen, wurde Triumph noch am gleichen Abend von der Belegschaft besetzt. Erst im November 1974 wurde die Besetzung aufgegeben, der Arbeitskampf selbst war jedoch erst am 6. März 1975 beendet. Das Werk wurde fortan von den Mitarbeitern selbst als Meriden Workers Co-Operative weitergeführt. 1983 war die Co-Operative zahlungsunfähig. Im selben Jahr erwarb der Unternehmer John Bloor zusammen mit dem alten Werksgelände auch die Markenrechte an Triumph. 1984 gründete er die Bonneville Coventry Ltd., gleichzeitig begann die Entwicklung einer völlig neuen Produktfamilie. Das alte Werk in Meriden wurde aufgegeben und abgerissen. 1987 baute Bloor in Hinckley „auf der grünen Wiese“ neue Fabrikationsanlagen.

### Neuanfang

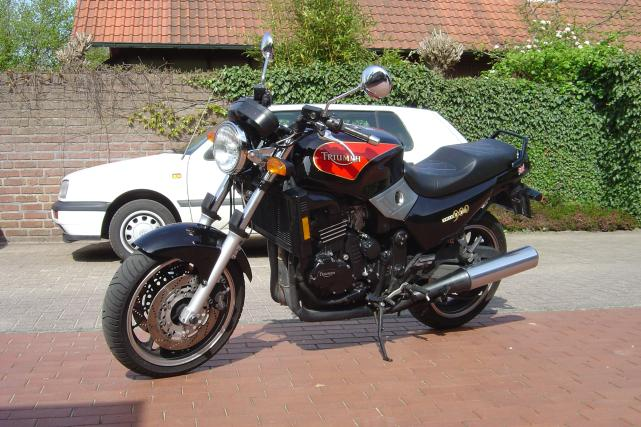
Triumph Trident 900, Bj. 1996

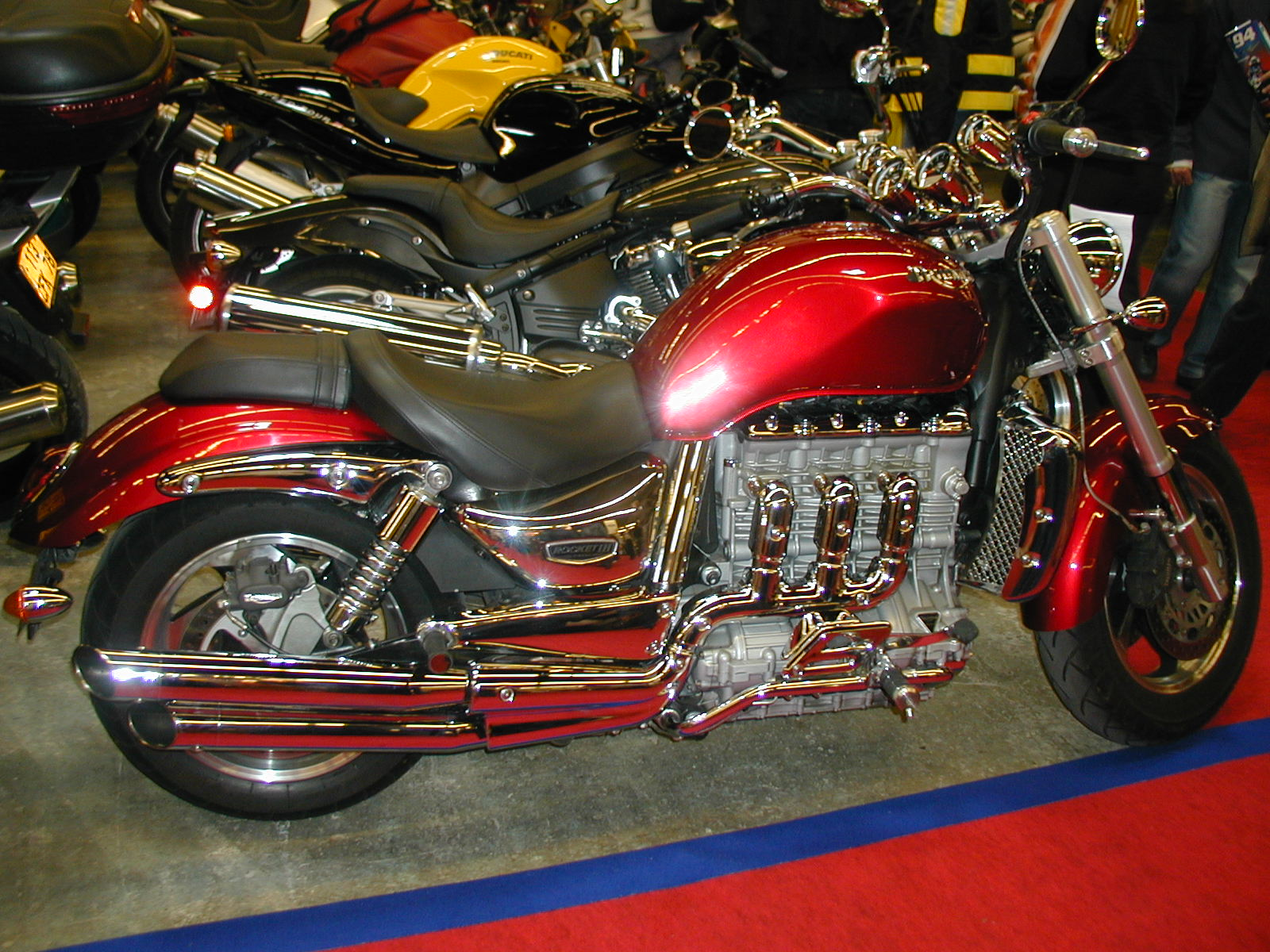
Triumph Rocket III

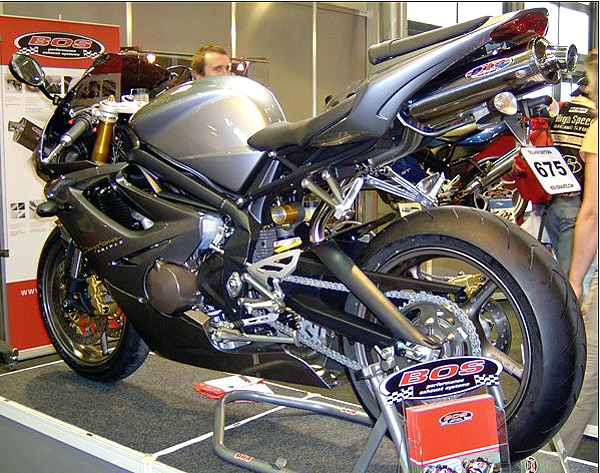
Triumph Daytona 675 (2006)

1990 gab es einen Neuanfang in Großbritannien. Die ersten Modelle aus Hinckley wurden im Herbst 1990 bei der Internationalen Fahrrad- und Motorradausstellung (IFMA) in Köln vorgestellt. Es waren die Trident 750, Daytona 750, Trident 900 und Trophy 900 jeweils mit Dreizylindermotor sowie die 1000 Four und Trophy 1200 jeweils mit Vierzylindermotor Die steigende Nachfrage nach Triumph-Motorrädern erlaubte es 2000, im Normandy Way/Hinckley auf einer Fläche von 161.000 m² einen zweiten Produktionsstandort zu errichten, etwa 1,5 km von dem 1987 erbauten Werk in der Jacknell Road/Hinckley entfernt. In diesem zweiten Standort befinden sich außer den Fertigungslinien auch die Forschungs- und Entwicklungsabteilungen. Am 15. März 2002 zerstörte ein Großbrand das ursprüngliche Triumph-Werk von 1987, in dem bis dahin ein Großteil der Produktionsanlagen eingerichtet war. Das Feuer zerstörte die gesamte Endmontage, viele Werkzeugmaschinen, die Spritzgussabteilung, den Versand und die Abteilung zur Pulverbeschichtung. Die Büros, die Kurbelgehäuse-, Zylinder- und Motorenfertigung sowie die Lackiererei wurden durch den Rauch stark beschädigt. Das Feuer hatte zur Folge, dass die gesamte Fabrikanlage niedergerissen werden musste. Der Wiederaufbau war bis zum 16. September 2002 abgeschlossen. Im Jahr 2003 eröffnete Triumph eine weitere Fertigungsstätte in Thailand und 2006 übergab Andrew Mountbatten-Windsor, Duke of York dort ein Werk für Montage und Lackierung seiner Bestimmung. Es folgte ein drittes Werk für die Fertigung von Motoren. Inzwischen werden aus Kostengründen fast alle Motorräder in den drei Fabriken in Thailand von den dort ca. 1200 Mitarbeitern gefertigt. Im Jahr 2022 wurde verkündet, dass seit 1990 eine Million Motorräder produziert wurden. Seit 2024 nimmt das Unternehmen an der Motocross-Weltmeisterschaft teil.

### Modellpflege und Weiterentwicklung
2004 stellte Triumph den Cruiser Rocket III vor, mit dem bislang größten Motorradmotor in Serie: einem längs eingebauten Reihen-Dreizylindermotor mit 2,3 Liter Hubraum, einer Leistung von 140 PS (103 kW) und einem Drehmoment von maximal 200 Nm bei 2500/min.
Wichtigste Neuheit für das Modelljahr 2006 war die dreizylindrige Daytona 675, die die eher erfolglosen Vierzylinder-Supersportler Daytona 600/Daytona 650 ablöste.
Aus der Daytona 675 entstand zum Modelljahr 2008 eine nackte Variante, die Street Triple mit einem für den Landstraßenbetrieb optimierten Motor mit weniger Spitzenleistung, aber nochmals verbessertem Drehmomentverlauf. Die kostengünstige Maschine wurde Ende Juni 2007 anlässlich der Tridays in Newchurch (Neukirchen am Großvenediger) vorgestellt.
2007 war ein sehr erfolgreiches Jahr für Triumph in Deutschland. Die Neuzulassungen lagen um 28 % über dem Vergleichszeitraum 2006. Der Gesamtmarkt schrumpfte im gleichen Zeitraum um 1,25 %. Erfolgreichste Modelle waren Tiger 1050 (850 Neuzulassungen), Speed Triple 1050 sowie Daytona 675.
2008 konnte Triumph in Deutschland 16,9 % mehr Neuzulassungen und einen Marktanteil von 3,9 % erreichen. Der Gesamtmarkt ging im Jahr 2008 um 9,6 % zurück. Erfolgreichstes Modell war mit 935 Zulassungen die Street Triple 675, die damit den 33. Platz in der Jahresstatistik belegte. Der Gesamtumsatz stieg von 258 Millionen im Jahr 2007 auf 333 Millionen Euro im Jahr 2008. Gleichzeitig stieg der Gesamtabsatz weltweit um 19 % auf 48.929 Motorräder.
Im Jahr 2013 übernahm der Sohn des Firmenbesitzers, Nick Bloor, die Geschäftsführung.
Am 1. Januar 2014 waren in Deutschland 58.036 Triumph-Krafträder zugelassen, was einem Anteil von 1,4 % entspricht. Bis zum 1. Januar 2025 stieg dieser Anteil mit 106.538 auf 2,1 Prozent.

## Technik

### Allgemeines
Die Triumph-Motorräder der Neuzeit haben mit ihren Vorgängern keine technischen Gemeinsamkeiten. Zölliges Werkzeug wird nicht benötigt, die aktuellen Maschinen und Motoren sind metrisch. Die ersten Hinckley-Modelle wurden im Baukastensystem gefertigt, erst Ende 1996 mit dem Erscheinen der T5-Baureihe (Speed Triple T509 und Daytona T595) kehrte man weitgehend von diesem modularen System ab.

### Motoren

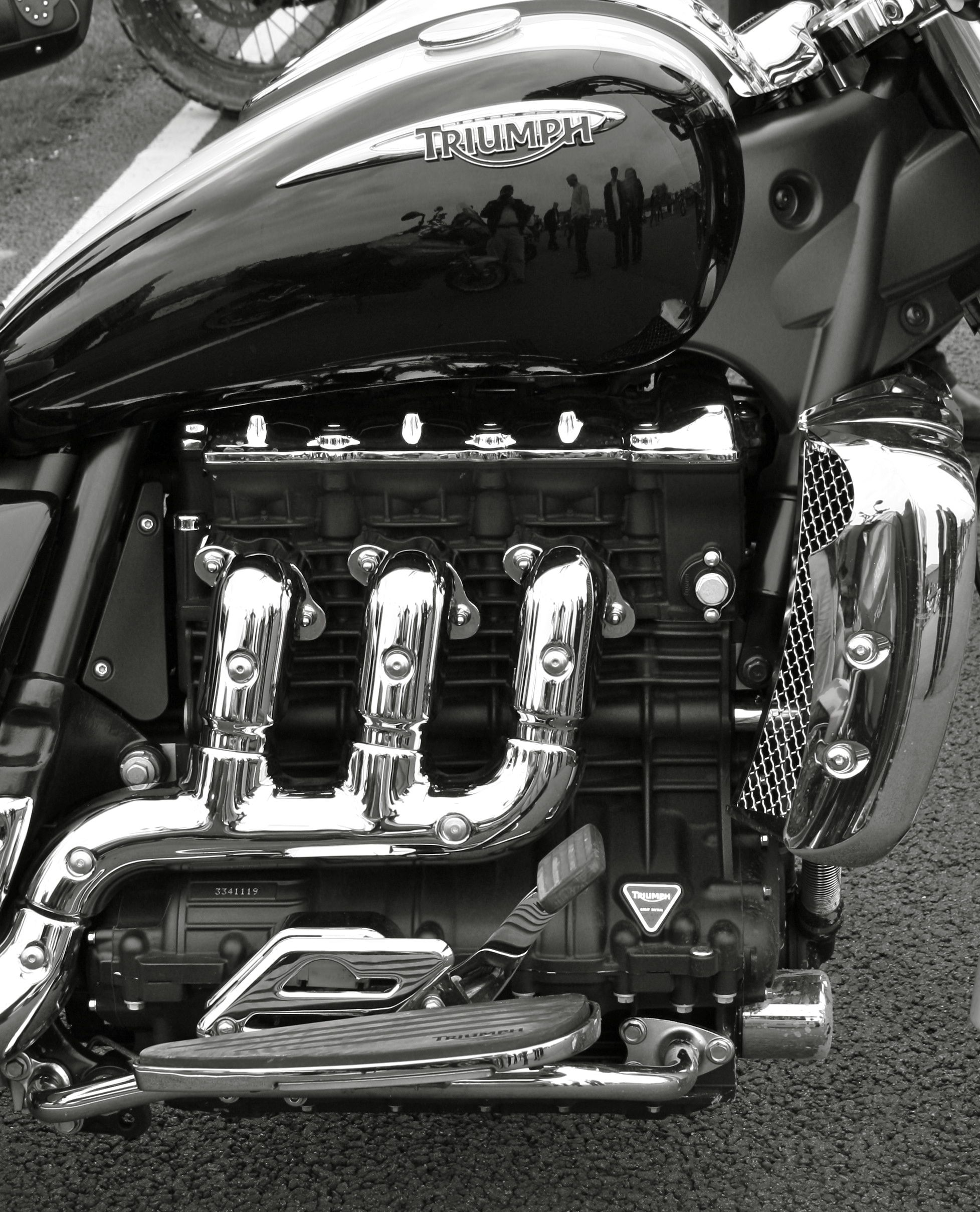
Motor Triumph Rocket III, 2300-cm³-Reihendreizylinder, längs eingebaut, 107 kW (145 PS)

Seit dem Neustart baut Triumph Reihenmotoren mit zwei bis vier Zylindern, wobei das Gros auf dreizylindrige Motoren mit 748, 885, 955, 1050 (seit 2005), 1294 (seit 2004), 675 cm³ (seit 2006) und seit 2010 auch mit 799 cm³ entfällt, die einen gewissen Exotenstatus der Marke bewirken. Die heute nicht mehr verwendeten Vierzylindermotoren wurden zunächst mit 998 und 1180, später auch mit 599 sowie 646 cm³ hergestellt. In der ersten Hälfte der 1990er-Jahre wurden ausschließlich vergaserbestückte Drei- und Vierzylinder hergestellt, während ab dem Jahr 2000 auch Zweizylinder und ab 1997 Einspritzer in das Programm aufgenommen wurden. Seit dem Modelljahrgang 2008 haben alle Modelle eine geregelte Abgasreinigung. Alle Motoren haben eine elektronische Zündanlage, vier Ventile pro Zylinder, zwei obenliegende Nockenwellen und sind wassergekühlt.
Als einer der ersten Motorradhersteller setzte Triumph ein prozessorgesteuertes Motormanagementsystem ein, bei dem auch nachträglich und ohne Austausch von Halbleiterspeichern problemlos über ein externes Gerät Kennfelder und andere Parameter auf das Motorrad heruntergeladen oder modifiziert werden konnten. Dies ermöglicht ein individuelles Anpassen und Optimieren der Steuersoftware eines jeden einzelnen Motorrads. Weiterhin kann man über das externe Gerät Diagnosedaten auslesen.
Die Baukasten-Modelle der ersten Serien, also Dreizylinder mit 750 und 900 cm³ und Vierzylinder mit 1000 und 1200 cm³ haben gleiche Zylinder, Kolben, Getriebe, Kupplungen und jeweils zwei Ausgleichswellen, die den Motoren zu außerordentlicher Laufruhe verhelfen. Die unterschiedlichen Hubraumvarianten wurden durch zwei verschiedene Kurbelwellenhübe möglich.

### Rahmen und Fahrwerk
Die ältere Baureihe, die bis Ende der 1990er Jahre hergestellt wurde, baut auf einen im Wesentlichen gleichen Zentralrohrrahmen aus Stahl auf. Seit 1997 wurde mit Einführung der T5-Baureihe (Daytona T595 und Speed Triple T509) ein leichter Brückenrahmen aus Leichtmetall verwendet, der in ähnlicher Form auch weiterhin gebaut wird. Die Herstellungsmethode hat sich jedoch stark verändert: Wurden die ersten Rahmen aus Gussteilen und Strangpressprofilen zusammengefügt, so sind es heute Druckgussteile.
Die Motorräder haben Teleskopgabeln, sowohl in der konventionellen wie auch in der Upside-Down-Ausführung. Zur Hinterradfederung sind es bei den Classic-Modellen zwei Federbeine, bei allen anderen Modellen ist es ein zentral angeordnetes Federbein.

### Bremsen
Alle Modelle haben Scheibenbremsen; seit dem Modelljahr 2005 ist für die neu vorgestellte Sprint ST 1050 als Sonderausstattung auch ein Antiblockiersystem (ABS) lieferbar. Da ein ABS sowohl im Marktsegment der Sporttourer als auch der Reiseenduros ein (zumindest in Deutschland) gewichtiges Verkaufsargument ist, konnte die zum Modelljahr 2007 vorgestellte Tiger 1050 ebenfalls auf Wunsch damit ausgerüstet werden.

## Modellpalette
Zurzeit (2024) vertreibt Triumph in Deutschland Modelle mit folgenden Motoren:
| Motorbauform | Hubraum    | Naked Bike                     | Supersportler | Retro                               | Cafe Racer               | Reiseenduros        | Motocross | Cruiser             | Bemerkung                                       |
| ------------ | ---------- | ------------------------------ | ------------- | ----------------------------------- | ------------------------ | ------------------- | --------- | ------------------- | ----------------------------------------------- |
| R3           | 2500 cm³   | - Rocket 3R und GT (seit 2020) |               |                                     |                          |                     |           |                     |                                                 |
| R3           | 2300 cm³   | - Rocket III                   |               |                                     |                          |                     |           |                     |                                                 |
| R3           | 1215 cm³   |                                |               |                                     |                          | - Spreet Tiger 1200 |           |                     |                                                 |
| R2           | 1200 cm³   |                                |               |                                     | - Thruxton Final Edition | - Scrambler 1200    |           | - Bonneville Bobber | Als XE (längerer Radstand und Federwege) und XC |
| P2           | 900 cm³    | - Speed Twin 900               |               | - Bonneville T120 - Bonneville T100 |                          |                     |           |                     |                                                 |
| R3           | 1160 cm³   | - Speed Triple 1200 RR         |               |                                     |                          |                     |           |                     |                                                 |
| R3           | 1050 cm³   | - Speed Triple³                |               |                                     |                          |                     |           |                     |                                                 |
| R3           | 888 cm³    |                                |               |                                     |                          | - Spreet Tiger 900  |           |                     |                                                 |
| R3           | 800 cm³    |                                |               |                                     |                          | - Spreet Tiger 800  |           |                     |                                                 |
| R3           | 765 cm³    | - Street Triple                |               |                                     |                          |                     |           |                     | Seit 2019 Motor für die Moto2                   |
| R3           | 660 cm³    | - Trident 660                  | - Daytona 660 |                                     |                          |                     |           |                     |                                                 |
| R1           | 449.5 cm³  |                                |               |                                     |                          |                     | TF 450-RC |                     |                                                 |
| R1           | 398,15 cm³ | - Speed 400 - Scrambler 400 X  |               |                                     |                          |                     |           |                     |                                                 |
| R1           | 249.95 cm³ |                                |               |                                     |                          |                     | TF 250-X  |                     |                                                 |

### Historische Modelle
- Triumph Ricardo (499 cm³-Einzylinder, OHV, 1921–1928)
- Triumph Speed Twin (5T) (500 cm³-Zweizylinder, 1937–1958)
- Triumph Touring (3T) (349 cm³-Zweizylinder, 1937–?)
- Triumph Terrier (T15) (150 cm³-Einzylinder, 1954)
- Triumph Trophy (Tr5) (500 cm³-Zweizylinder)
- Triumph TR5T (500 cm³-Zweizylinder, 1972–1974)
- Triumph Bonneville T120
  - T120 (650 cm³-Zweizylinder, 1959–1973)
  - T140 (750 cm³-Zweizylinder, 1973–1980)
- Triumph Daytona 500 (500 cm³-Zweizylinder)
- Triumph Grand Prix (500 cm³-Zweizylinder, Werks Rennmaschine)
- Triumph Thunderbird (6T) (650 cm³-Zweizylinder)
- Triumph Tiger
  - T70/T80/T90/T100 (500 cm³-Zweizylinder)
  - T110 (650 cm³-2-Zylinder, 1954)
  - T20 Cub (200 cm³-1-Zylinder, 1954)
- Trident „Slippery Sam“ T150/T150V/T160 (750-cm³-Dreizylinder, 1969–1975, siehe Isle-of-Man-TT-Sieger in der Production-750-Klasse von 1971–1975)

### Modelle seit 1990

#### Supersportler
| Modell             | Hubraum       | Leistung              | Produktionszeitraum | Bemerkungen                                 |
| ------------------ | ------------- | --------------------- | ------------------- | ------------------------------------------- |
| Daytona 900        | 885 cm³       | 72 kW (98 PS)         | 1993–1996           | Reihendreizylinder                          |
| Daytona 955i       | 955 cm³       | 72–107 kW (98–145 PS) | 1997–2006           | Reihendreizylinder                          |
| Daytona 1200       | 1179 cm³      | 72 kW (98 PS)         | 1993–1996           | Reihenvierzylinder                          |
| TT600              | 599 cm³       | 80 kW (109 PS)        | 2000–2003           | Reihenvierzylinder                          |
| Daytona 600 / 650  | 599 / 646 cm³ | 82/85 kW (110/114 PS) | 2002–2005           | Reihenvierzylinder                          |
| Daytona 675        | 674 cm³       | 92 kW (125 PS)        | seit 2006           | Reihendreizylinder                          |
| Daytona MOTO2™ 765 | 765 cm³       | 96 kW (130 PS)        | seit 2019           | Reihendreizylinder, limitiert auf 765 Stück |

#### Sporttourer
Mit der Modellreihe Triumph Sprint brachte der englische Hersteller Triumph 1993 sein erstes Motorrad im Segment der Sporttourer auf den Markt.
| Modell             | Hubraum  | Leistung                  | Produktionszeitraum | Bemerkungen                      |
| ------------------ | -------- | ------------------------- | ------------------- | -------------------------------- |
| Trident Sprint 900 | 885 cm³  | 73 kW (99 PS)             | 1993–1995           | Reihendreizylinder Vergasermotor |
| Sprint 900         | 885 cm³  | 70 kW (95 PS) U-Kat       | 1995–1998           | Reihendreizylinder Vergasermotor |
| Sport Sprint 900   | 885 cm³  | 67-70 kW (90–95 PS) U-Kat | 1997–1998           | Reihendreizylinder Vergasermotor |
| Sprint Executive   | 885 cm³  | 67-70 kW (90–95 PS) U-Kat | 1997–1998           | Reihendreizylinder Vergasermotor |
| Sprint 955i        | 955 cm³  | 81–88 kW (110–120 PS)     | 1999–2004           | Reihendreizylinder               |
| Sprint ST 1050     | 1050 cm³ | 92 kW (125 PS)            | seit 2005           | Reihendreizylinder               |
| Sprint GT 1050     | 1050 cm³ | 96 kW (131 PS)            | seit 2010           | Reihendreizylinder               |

#### Tourer
| Modell      | Hubraum  | Leistung       | Produktionszeitraum | Bemerkungen                        |
| ----------- | -------- | -------------- | ------------------- | ---------------------------------- |
| Trophy 900  | 885 cm³  | 72 kW (98 PS)  | 1991–2003           | Reihendreizylinder, Vergasermotor  |
| Trophy 1200 | 1179 cm³ | 72 kW (98 PS)  | 1991–2003           | Reihendreizylinder, Vergasermotor  |
| Trophy SE   | 1215 cm³ | 99 kW (135 PS) | 2012–2016           | Reihendreizylinder, Einspritzmotor |

#### Reiseenduros
| Modell          | Hubraum  | Leistung        | Produktionszeitraum             | Bemerkungen                                                      |
| --------------- | -------- | --------------- | ------------------------------- | ---------------------------------------------------------------- |
| Tiger 900       | 885 cm³  | 63 kW (85 PS)   | 1993–1998                       | Reihendreizylinder, Vergasermotor                                |
| Tiger 885i      | 885 cm³  | 61 kW (83 PS)   | 1999–2000                       | Reihendreizylinder, Einspritzmotor                               |
| Tiger 955i      | 955 cm³  | 72 kW (98 PS)   | 2001–2006                       | Reihendreizylinder, Einspritzmotor                               |
| Tiger 1050      | 1050 cm³ | 85 kW (115 PS)  | seit 2007                       | Reihendreizylinder, Einspritzmotor, auch als Tiger Sport         |
| Tiger 800       | 800 cm³  | 70 kW (95 PS)   | seit 2010                       | Reihendreizylinder, Einspritzmotor, auch als XR/XRX und XC/XCX   |
| Tiger Explorer  | 1215 cm³ | 99 kW (135 PS)  | seit 2012                       | Reihendreizylinder, Einspritzmotor, auch als Explorer XC         |
| Tiger 1200      | 1215 cm³ | 104 kW (141 PS) | seit 2019                       | Reihendreizylinder, Einspritzmotor, auch als XR/XRx/XRt/XCx/XCa  |
| Tiger Sport 660 | 660 cm³  | 60 kW (81 PS)   | ab 2022 (vorgestellt Ende 2021) | Reihendreizylinder, Einspritzmotor, Motor aus Trident 660 Modell |

#### Naked Bikes
| Modell                  | Hubraum  | Leistung              | Produktionszeitraum | Bemerkungen                       |
| ----------------------- | -------- | --------------------- | ------------------- | --------------------------------- |
| Trident 750             | 749 cm³  | 71 kW (97 PS)         | 1991–1997           | Reihendreizylinder, Vergasermotor |
| Trident 900             | 885 cm³  | 73 kW (99 PS)         | 1991–1997           | Reihendreizylinder, Vergasermotor |
| Speed Triple (T300B)    | 885 cm³  | 72 kW (98 PS)         | 1994–1997           | Reihendreizylinder, Vergasermotor |
| Speed Four              | 600 cm³  | 72 kW (98 PS)         | 2002–2005           | Reihenvierzylinder                |
| Speed Triple (T509)     | 885 cm³  | 78 kW (106 PS)        | 1997–1999           | Reihendreizylinder                |
| Speed Triple 955i       | 955 cm³  | 79 kW (107 PS)        | 1999–2002           | Reihendreizylinder                |
| Speed Triple (T595N)    | 955 cm³  | 88 kW (120 PS)        | 2002–2004           | Reihendreizylinder                |
| Speed Triple 1050       | 1050 cm³ | 97/99 kW (132/135 PS) | seit 2005           | Reihendreizylinder                |
| Speed 94                | 1050 cm³ | 99 kW (135 PS)        | seit 2016           | Reihendreizylinder                |
| Speed Triple 1200 RS/RR | 1160 cm³ | 132 kW (180 PS)       | seit 2021           | Reihendreizylinder                |
| Street Triple           | 675 cm³  | 78 kW (106 PS)        | seit 2007           | Reihendreizylinder                |
| Street Triple 765       | 765 cm³  | 87 kW (118 PS)        | seit 2017           | Reihendreizylinder                |
| Trident 660             | 660 cm³  | 60 kW (81 PS)         | seit 2021           | Reihendreizylinder                |

#### Cruiser

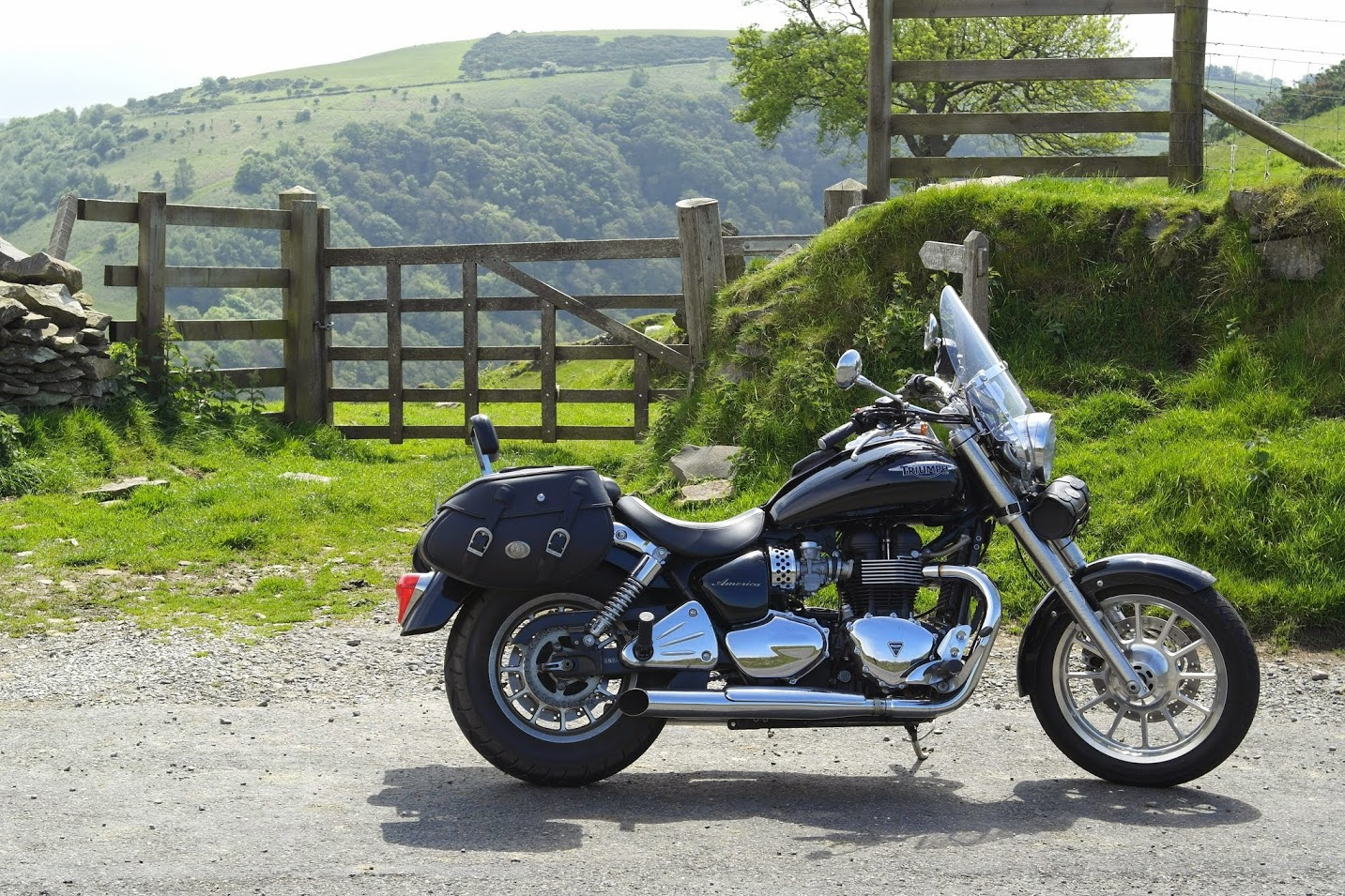
Triumph America (2010)

| Modell                | Hubraum  | Leistung        | Produktionszeitraum | Bemerkungen                                                     |
| --------------------- | -------- | --------------- | ------------------- | --------------------------------------------------------------- |
| America               | 865 cm³  | 45 kW (61 PS)   | seit 2001           | Reihenzweizylinder                                              |
| Speedmaster           | 865 cm³  | 45 kW (61 PS)   | seit 2003           | Reihenzweizylinder                                              |
| Legend TT             | 885 cm³  | 51 kW (69 PS)   | 1999–2001           | Reihendreizylinder                                              |
| Thunderbird           | 885 cm³  | 52 kW (70 PS)   | 1995–2003           | Reihendreizylinder, in memoriam Marlon Brando in „The Wild One“ |
| Adventurer 900        | 885 cm³  | 51 kW (69 PS)   | 1996–2001           | Reihendreizylinder, Vergasermotor                               |
| Thunderbird Sport     | 885 cm³  | 62 kW (83 PS)   | 1998–2004           | Reihendreizylinder                                              |
| Thunderbird           | 1597 cm³ | 63 kW (86 PS)   | seit 2009           | Zweizylinder                                                    |
| Thunderbird Storm     | 1699 cm³ | 72 kW (98 PS)   | seit 2011           | Zweizylinder                                                    |
| Thunderbird Commander | 1699 cm³ | 69 kW (94 PS)   | seit 2014           | Zweizylinder                                                    |
| Thunderbird LT        | 1699 cm³ | 69 kW (94 PS)   | seit 2014           | Zweizylinder                                                    |
| Rocket III            | 2294 cm³ | 107 kW (145 PS) | seit 2004           | längs eingebauter 2300-cm³-Reihendreizylinder                   |
| Rocket 3              | 2458 cm³ | 123 kW (167 PS) | seit 2020           | längs eingebauter 2500-cm³-Reihendreizylinder                   |
| Rocket 3 Storm R/ GT  | 2458 cm³ | 134 kW (182 PS) | seit 2024           | längs eingebauter 2500-cm³-Reihendreizylinder                   |

#### Moderne Klassiker
Sofern nicht anders angegeben, mit Reihenzweizylinder-Viertaktmotor und Kettenantrieb.
| Modell                                | Hubraum  | Kühlung             | Leistung            | Produktionszeitraum | Bemerkungen                              |
| ------------------------------------- | -------- | ------------------- | ------------------- | ------------------- | ---------------------------------------- |
| Speed 400                             | 398 cm³  | flüssigkeitsgekühlt | 29 kW (40 PS)       | seit 2024           | Einzylinder-DOHC-Motor mit 4 Ventilen    |
| Scrambler 400 X                       | 398 cm³  | flüssigkeitsgekühlt | 29 kW (40 PS)       | seit 2024           | Einzylinder-DOHC-Motor mit 4 Ventilen    |
| Bonneville (908MD)                    | 790 cm³  | luftgekühlt         | 45 kW (61 PS)       | 2001–2005           | mit Vergaser                             |
| Bonneville (986MF, 986MF/09, T100/17) | 865 cm³  | luftgekühlt         | 40–49 kW (55–67 PS) | 2005–2016           | ab 2007 mit EFI                          |
| Thruxton 900 (986ME, 986ME2)          | 865 cm³  | luftgekühlt         | 51 kW (69 PS)       | 2004–2015           | Cafe Racer auf Basis der Bonneville      |
| Scrambler (986MG, 986MG2)             | 865 cm³  | luftgekühlt         | 40/43 kW (54/58 PS) | 2006–2016           | Scrambler auf Basis der Bonneville       |
| Bonneville T100 (LC)                  | 900 cm³  | flüssigkeitsgekühlt | 48 kW (65 PS)       | seit 2016           |                                          |
| Street Twin, Speed Twin 900           | 900 cm³  | flüssigkeitsgekühlt | 40/48 kW (54/65 PS) | seit 2016           |                                          |
| Scrambler 900                         | 900 cm³  | flüssigkeitsgekühlt | 48 kW (65 PS)       | seit 2016           |                                          |
| Bonneville T120                       | 1200 cm³ | flüssigkeitsgekühlt | 59 kW (80 PS)       | seit 2016           |                                          |
| Bonneville Speedmaster                | 1200 cm³ | flüssigkeitsgekühlt | 57 kW (78 PS)       | seit 2018           |                                          |
| Bonneville Bobber                     | 1200 cm³ | flüssigkeitsgekühlt | 57 kW (78 PS)       | seit 2017           |                                          |
| Thruxton, Thruxton R, Thruxton RS     | 1200 cm³ | flüssigkeitsgekühlt | 72 kW (97 PS)       | seit 2016           | Cafe Racer auf Basis der Bonneville T120 |
| Speed Twin                            | 1200 cm³ | flüssigkeitsgekühlt | 72 kW (98 PS)       | seit 2019           |                                          |
| Scrambler 1200 (XC, XE)               | 1200 cm³ | flüssigkeitsgekühlt | 66 kW (90 PS)       | 2019–2023           |                                          |
| Scrambler 1200 (X, XE)                | 1200 cm³ | flüssigkeitsgekühlt | 66 kW (90 PS)       | seit 2024           |                                          |

#### Sondermodelle
Im Laufe der Zeit wurden verschiedene Sonderauflagen bestehender Modelle produziert, so z. B. die Triumph Daytona Centennial, die zum 100-jährigen Bestehen im Jahr 2002 vorgestellt und 2002 und 2003 für ca. 13.000 € verkauft wurde. Meist beschränkt sich der Sondertyp auf eine in limitierter Stückzahl hergestellte Kleinserie mit optischen Retuschen, weniger auf technische Besonderheiten.

## Motorsporterfolge
Eine Auswahl der größten Motorsporterfolge von Triumph ohne Anspruch auf Vollständigkeit:

### Daytona 200
| Jahr | Klasse            | Fahrer       | Platz |
| ---- | ----------------- | ------------ | ----- |
| 1962 | –                 | Don Burnett  | –     |
| 1966 | –                 | Buddy Elmore | –     |
| 1967 | –                 | Gary Nixon   | –     |
| 2014 | Daytona Sportbike | Danny Eslick | –     |

### Isle of Man TT

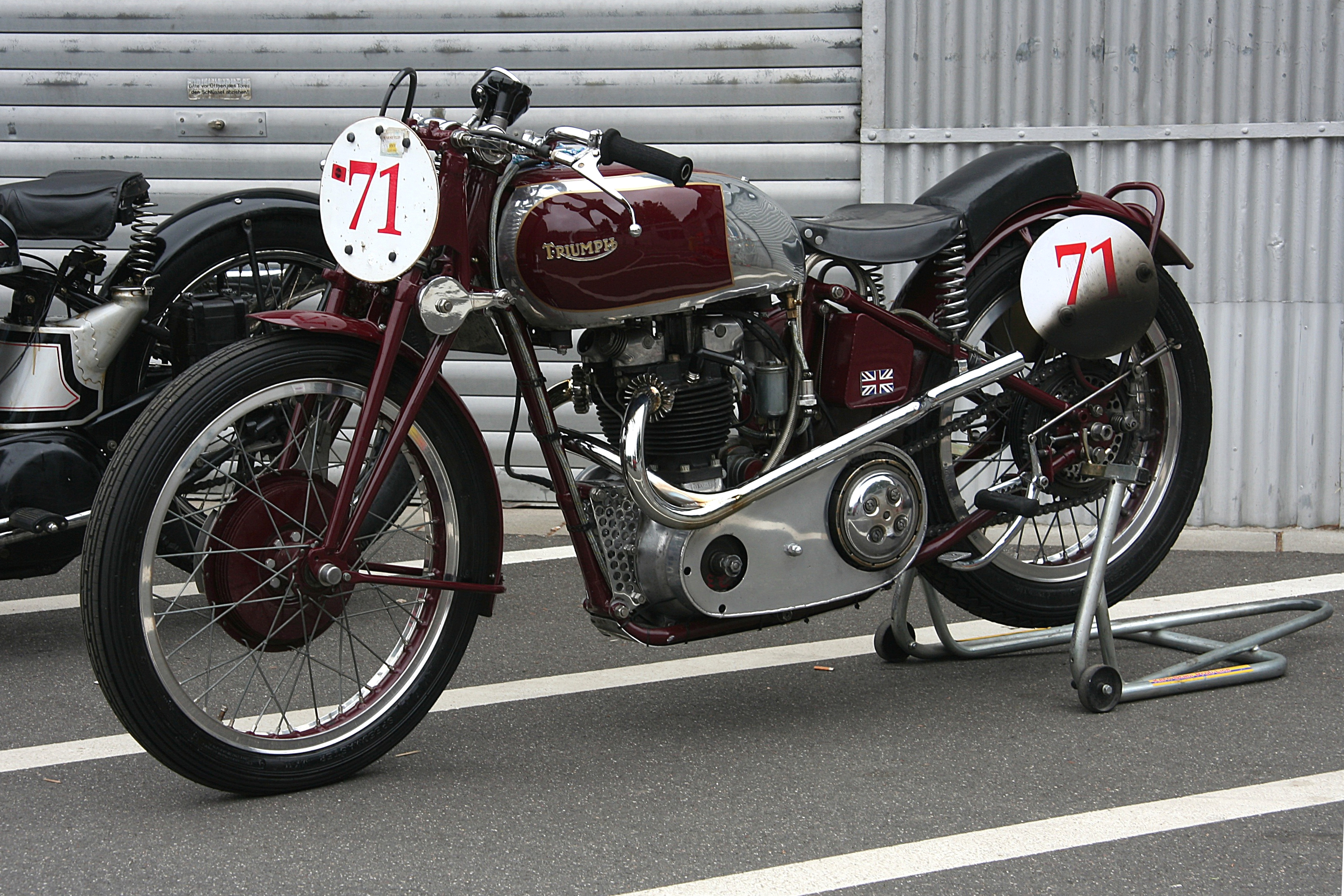
Triumph Speed Twin von 1939 beim Oldtimer-Festival 2008 im historischen Fahrerlager des Nürburgrings

| Jahr | Klasse              | Fahrer           | Gesamtzeit  | Durchschnittsgeschwindigkeit | Platz |
| ---- | ------------------- | ---------------- | ----------- | ---------------------------- | ----- |
| 1908 | Single Cylinder     | Jack Marshall    | 3:54.50,0 h | 40,49 mph (65,16 km/h)       | –     |
| 1951 | Clubmans Senior     | Ken Arber        | 1.53.37.6 h | 79,7 mph (128,26 km/h)       | –     |
| 1952 | Clubmans Senior     | Bryan Hargreaves | 1.49.50.0 h | 82,45 mph (132,69 km/h)      | –     |
| 1967 | Production 750      | John Hartle      | 1.09.56.8 h | 97,1 mph (156,27 km/h)       | –     |
| 1968 | Production 500      | Ray Knight       | 1.15.23.6 h | 90,09 mph (144,99 km/h)      | –     |
| 1969 | Production 750      | Malcolm Uphill   | 1.07.55.4 h | 99,99 mph (160,92 km/h)      | –     |
| 1970 | Production 750      | Malcolm Uphill   | 1.55.51.0 h | 97,71 mph (157,25 km/h)      | –     |
| 1971 | Production 750      | Ray Pickrell     | 1.30.30.2 h | 100,07 mph (161,05 km/h)     | –     |
| 1971 | Formel 750          | Tony Jefferies   | 1.06.02.0 h | 102,85 mph (165,52 km/h)     | –     |
| 1972 | Production 750      | Ray Pickrell     | 1.30.34.0 h | 100,01 mph (160,95 km/h)     | –     |
| 1972 | Formel 750          | Ray Pickrell     | 1.48.36.0 h | 95,62 mph (153,89 km/h)      | –     |
| 1973 | Production 750      | Tony Jefferies   | 1.34.41.6 h | 104,23 mph (167,74 km/h)     | –     |
| 1974 | Production 1000     | Mick Grant       | 1.30.48.0 h | 99,72 mph (160,48 km/h)      | –     |
| 2014 | Supersport Rennen 1 | Gary Johnson     | 1.12.43.0 h | 124,53 mph (200,41 km/h)     | –     |

### Ulster Grand Prix
| Jahr | Klasse                    | Fahrer                      | Platz |
| ---- | ------------------------- | --------------------------- | ----- |
| 1975 | Gespanne                  | Ronny McConnell / G. Stuart | –     |
| 2015 | Supersport Rennen 1 und 2 | Lee Johnston                | –     |

### North West 200
| Jahr | Klasse             | Fahrer         | Platz |
| ---- | ------------------ | -------------- | ----- |
| 1939 | 500 cm³            | Ernie Lyons    | –     |
| 1970 | 750 cm³ Production | Malcolm Uphill | –     |

## Sonstiges
- Die deutsche Motorradmarke Triumph sowie die gleichnamige Automarke sind historisch aus dem Unternehmen in Coventry hervorgegangen. Bereits 1896 wurde das Tochterunternehmen Triumph Werke Nürnberg AG gegründet.
- Produktplatzierung: In Mission: Impossible II fährt Tom Cruise auf einer Speed Triple T509, sein Gegenspieler fährt eine Daytona 955i.
- Seit einigen Jahren ist der „Triumph Promotion Truck“ in Deutschland und Österreich unterwegs und bietet kostenlose Probefahrten auf den aktuellen Triumph-Modellen an.[17]
- 1999 wurde der erste Triumph-Club (für Motorräder) in Deutschland gegründet. Der Triumph Motorcycle Owners Club e. V. Germany (TMOC Germany) ist Mitglied in der WATOC (World Association Triumph Owners Club).

## Bildergalerie

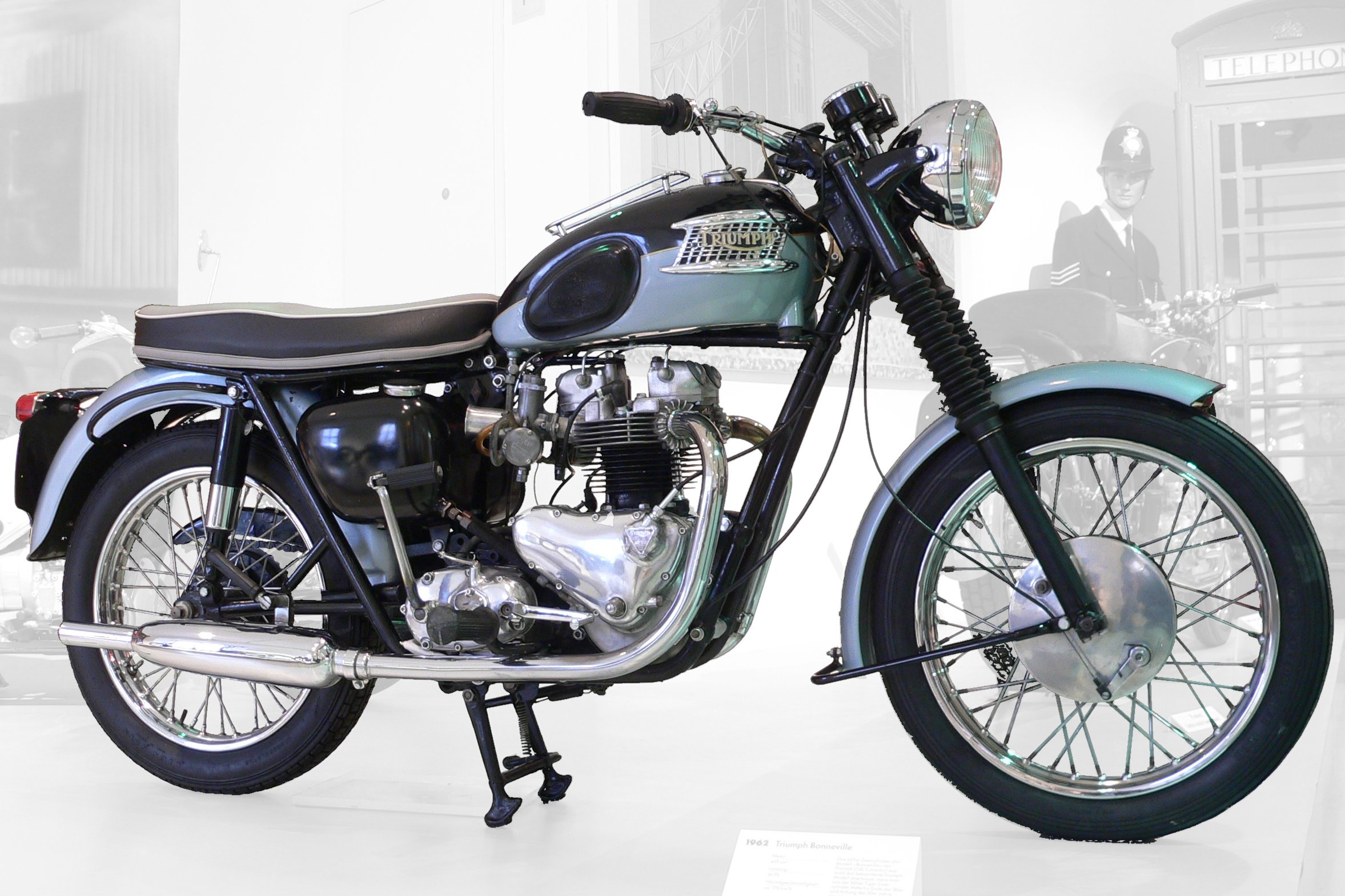
Triumph „Bonneville“ von 1962 im Zweirad-Museum Neckarsulm
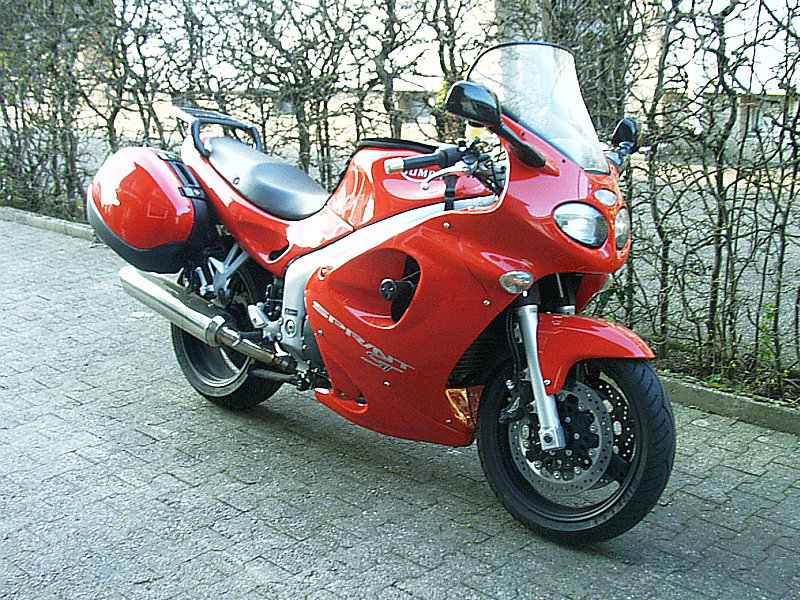
Triumph Sprint ST
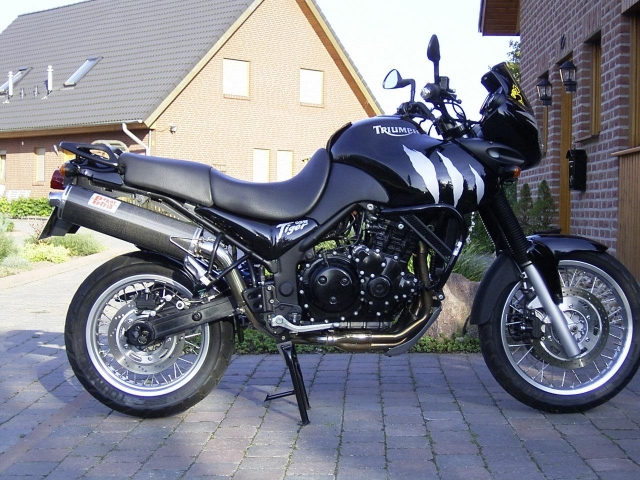
Triumph Tiger 955i
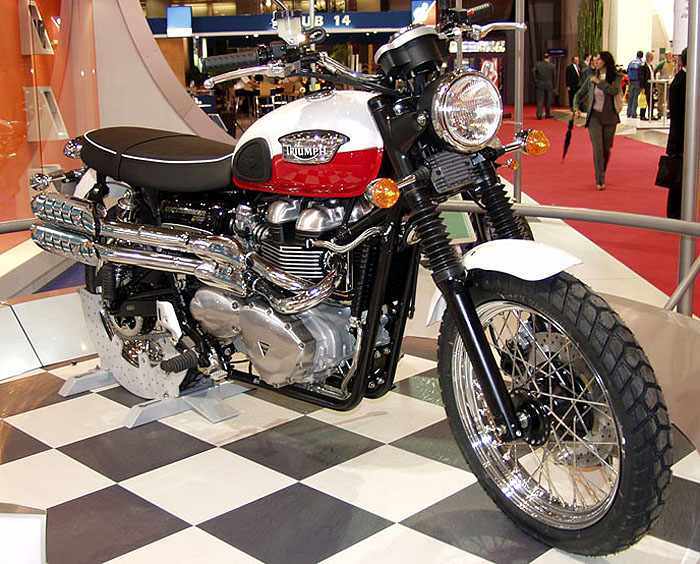
Triumph Scrambler
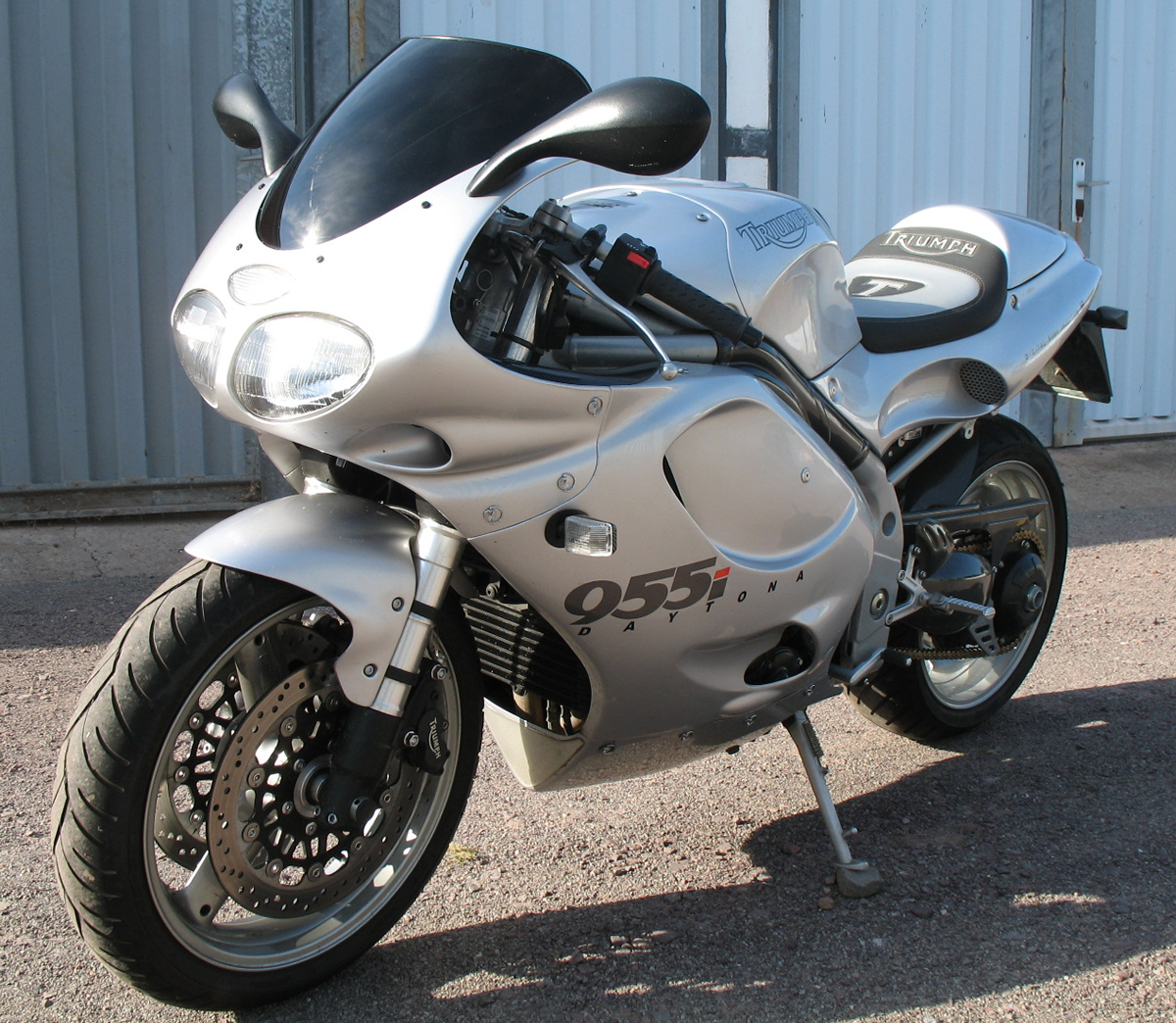
Triumph Daytona 955i
Triumph Trophy 1200
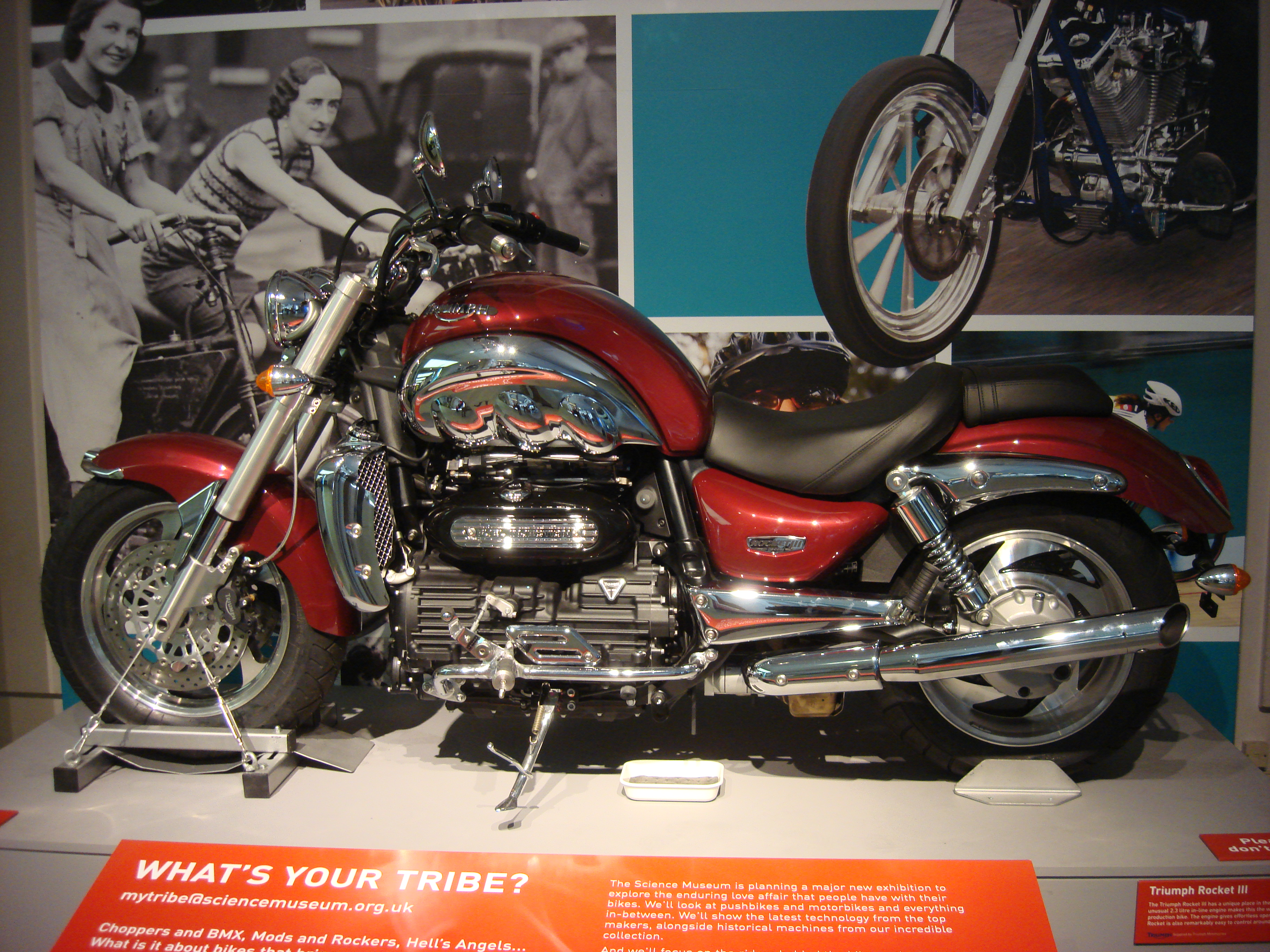
Triumph Rocket III
Triumph Daytona 600 Baujahr 2003